# Jacinto Meca
Jacinto Meca, nacido en la localidad navarra de Villava (España), fue un ciclista navarro, que compitió entre los años 1922 y 1927, durante los que consiguió tres victorias.
Se dedicaba principalmente a correr pruebas de carácter local.

## Palmarés
1925
- Vuelta al Baztán
- Olazagutia

1926
- Vuelta a Estella

## Equipos
- Independiente (1922-1924)
- U.C. Villaves (1925)
- Osasuna (1926)
- Peña Sport (1927)